# Даніо-реріо
Даніо реріо (Danio rerio) — вид прісноводних риб родини Данієві (Danionidae). Популярна акваріумна риба.
Даніо реріо є модельним генетичним об'єктом.

## Поширення
Даніо реріо водяться у водоймах Передньої Індії.
На сході Європи з'явилися 1906 року.

## Опис рибки

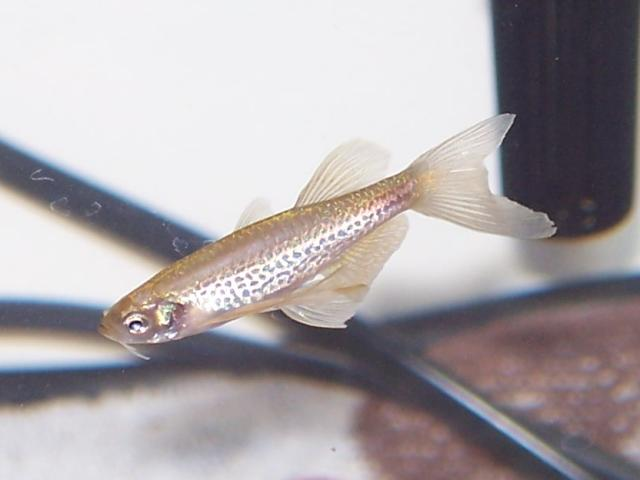
Даніо леопардовий

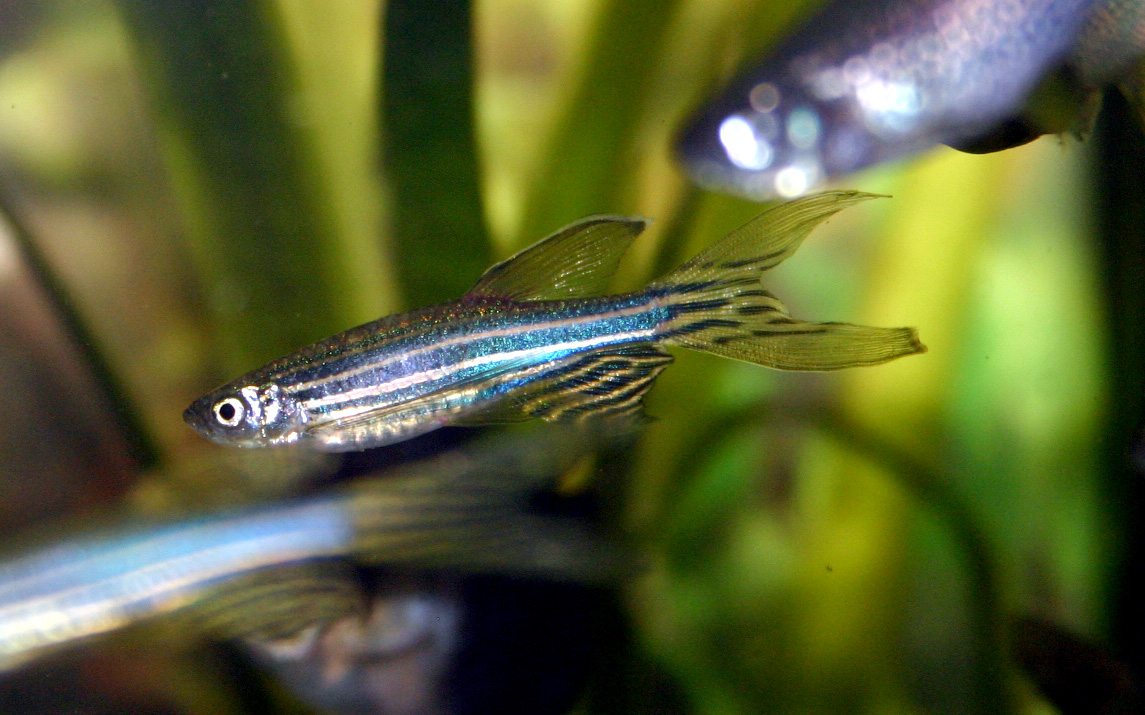
Даніо реріо

У природі досягають довжини 5—6 сантиметрів, а в акваріумах значно менші.
Тіло в них вузьке, завдовжки 4—5 см. На жовтувато-сріблястих боках проходить по кілька темно-синіх блискучих смуг, які покривають усе тіло, хвостовий та анальний плавці.
Самки відрізняються від самців більшим, округлим і світлішим черевцем.
В акваріумах також поширена плямиста форма цього виду, відома під назвою леопардовий даніо. Тривалий час її походження лишалося загадковим, вважалося що ця рибка була штучно виведена шляхом селекції. Леопардовий даніо навіть отримав наукову назву Brachydanio frankei  Meinken, 1963 як окремий вид, але частіше зустрічається під назвою Danio (Brachydanio) rerio var. frankei. Згодом з'ясувалося, що це спонтанна мутація смугастої форми, яка також зустрічається в дикій природі.

## Умови утримання
Даніо — риби надзвичайно невибагливі й доступні для утримання початківцями. Найкраще вони почувають себе в яскраво освітленому видовженому акваріумі, де є вільне місце для плавання в середніх і верхніх шарах води. Маленьким даніо досить 10—15 літрового акваріума. Температура води повинна бути 22—26 °C. Хоч риби витримують короткочасні перегрівання до 30 °C і переохолодження до 15—17 °C — зниження її до 14 або підвищення понад 30 °C небажані. Раз на тиждень 1/5 частину води заміняють свіжою. Густо заселений акваріум обладнують фільтром і розпилювачем повітря. Апетит риби мають відмінний, бо невпинно рухаються, їдять вони будь-який живий і рослинний корм. При повноцінному годуванні й добрих умовах життя риби виростають здоровими і стають статевозрілими в 8—10 місяців. Дрібні даніо стають статевозрілими раніше.

## Нерест риб
Щоб створити умови для нересту даніо, досить на дно скляної банки місткістю 2—3 літри покласти сплутану нейлонову волосінь і налити акваріумну воду, розведену в рівних частинах зі свіжою відстояною. Волосінь притискують до дна камінцями або скляними паличками. З вечора для нересту вміщують молодих статевозрілих риб, які попередньо були розсаджені на кілька днів. Нерест проходить, як правило, вранці, з появою перших сонячних променів. Після цього він припиняється, риб одразу забирають, оскільки вони поїдають свою ікру.
Можна садити кілька нерестуючих пар в один посуд.
Температура води в нерестовищі має бути 22—27 °C.
Через півтори-дві доби з'являються мальки. Вигодовують їх спочатку інфузоріями, потім коловертками і циклопами. Ростуть мальки досить швидко.

## Цікаві факти
В липні 2023 року, як повідомив ресурс Guancha.cn з Шанхаю (КНР), Китай планує відправити рибок даніо на свою космічну станцію. Невелика кількість риби буде відправлено на орбіту китайської космічної станції «Tiangong» в рамках дослідження взаємодії між рибою та мікроорганізмами в невеликій закритій екосистемі. Експеримент також допоможе дослідити втрату кісткової маси у астронавтів.